# Dick Miller

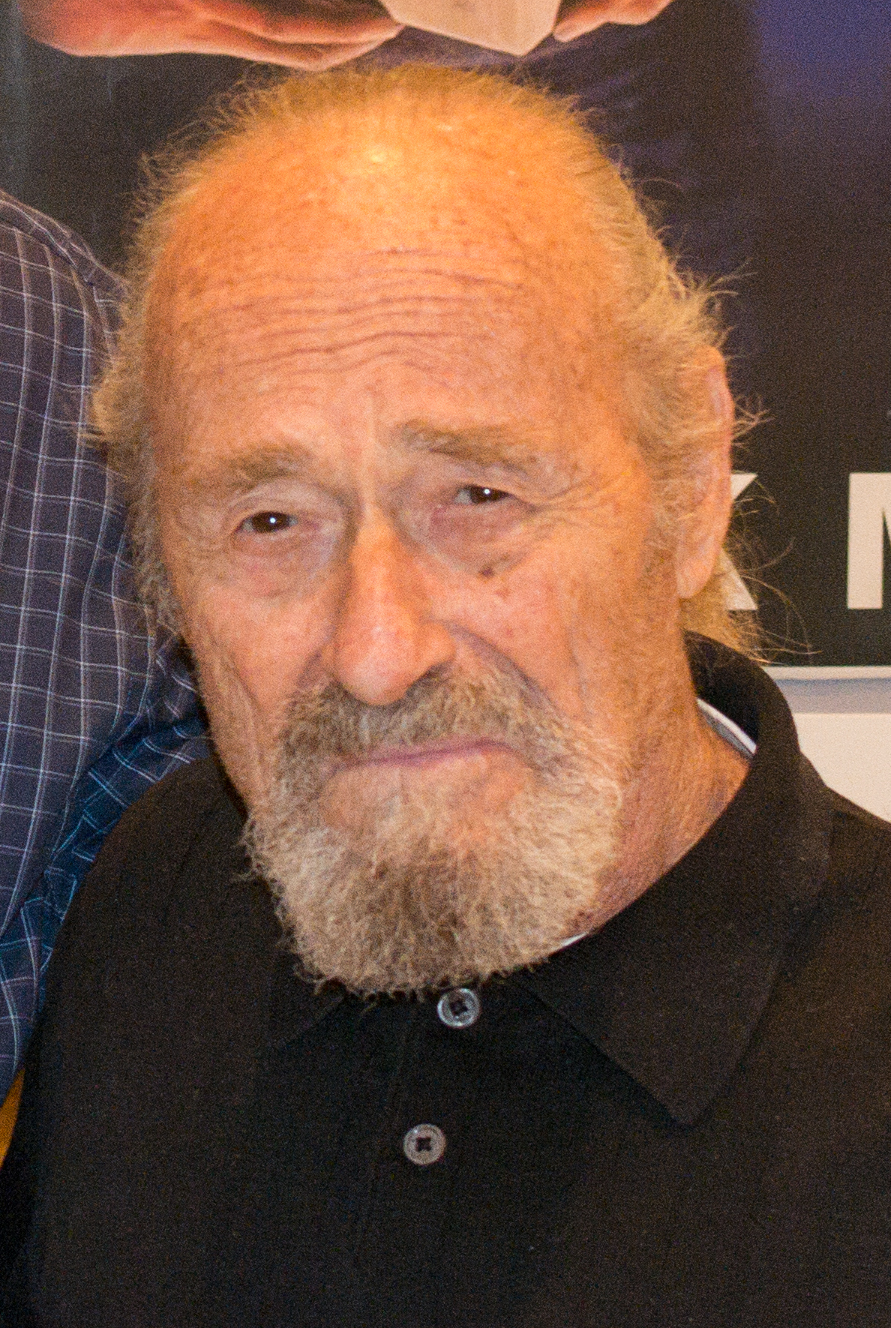
Dick Miller (2015)

Richard „Dick“ Miller (* 25. Dezember 1928 in der Bronx, New York City; † 30. Januar 2019 in Toluca Lake, Los Angeles) war ein US-amerikanischer Schauspieler und Drehbuchautor. Er spielte in über 180 Filmen mit.

## Leben und Karriere
Miller wurde in der Bronx in New York City als Sohn russisch-jüdischer Einwanderer geboren. Er ging auf das City College of New York und später auf die Columbia University. Dann ging er zum Broadway und arbeitete nebenbei im Bellevue Hospital Center und dem Queens General Hospital. 1952 zog er nach Los Angeles, Kalifornien und suchte dort Arbeit als Schriftsteller. Dort wurde der Filmproduzent und Regisseur Roger Corman auf ihn aufmerksam und castete ihn für mehrere seiner Low-Budget-Filme. Miller arbeitete mit ihm über 20 Jahre lang zusammen. Des Weiteren diente er einige Jahre in der US Navy und gewann als Boxer einen Titel im Mittelgewicht.
Miller spielte weiter in frühen Produktionen von Joe Dante und James Cameron mit. In Filmen gab er in Nebenrollen oft den Durchschnittsamerikaner. Er führte auch Regie bei einigen wenigen Fernsehsendungen wie beispielsweise 1986 einer Folge von Miami Vice namens „The Fix“. Große internationale Bekanntheit erlangte Miller als Kriegsveteran Murray Futterman in den Horrorkomödien Gremlins – Kleine Monster (1984) und Gremlins 2 – Die Rückkehr der kleinen Monster (1990). Er hatte auch eine Rolle in Pulp Fiction (1994) von Quentin Tarantino, die Szenen mit ihm landeten allerdings nicht im fertigen Film.
In den Mittelpunkt rückte der ewige Nebendarsteller Miller in der 2014 erschienenen Filmdokumentation That Guy Dick Miller, die Leben und Werk des Schauspielers thematisiert. „That Guy“ (deutsch etwa dieser Kerl) spielt dabei auf den Umstand an, dass das Gesicht des Schauspielers vielen Zuschauern vertraut war, ohne seinen Namen zu kennen.
Dick Miller war ab 1967 mit der Drehbuchautorin Lainie Miller verheiratet. Er starb fünf Wochen nach seinem 90. Geburtstag an einem Herzinfarkt, während er in Toluca Lake (Kalifornien) wegen einer Lungenentzündung behandelt wurde.

## Filmografie (Auswahl)
Filme
- 1955: Heiße Colts und schnelle Pferde (Apache Woman)
- 1956: Sonntag sollst du sterben (Gunslinger)
- 1956: Einer schoss schneller (The Oklahoma Woman)
- 1956: It Conquered the World
- 1957: Gesandter des Grauens (Not of this Earth)
- 1957: Naked Paradise
- 1958: War of the Satellites
- 1959: Das Vermächtnis des Prof. Bondi (A Bucket of Blood)
- 1960: Kleiner Laden voller Schrecken (The Little Shop of Horrors)
- 1962: Lebendig begraben (Premature Burial)
- 1963: Der Mann mit den Röntgenaugen (X)
- 1963: The Terror – Schloß des Schreckens (The Terror)
- 1967: The Trip
- 1971: Geschichten aus der Gruft (Tales from the Crypt)
- 1973: Unternehmen Staatsgewalt (Executive Action)
- 1975: Straße der Gewalt (White Line Fever)
- 1975: Capone
- 1976: In Hollywood ist der Teufel los (Hollywood Boulevard)
- 1977: Mister Billion
- 1978: I Wanna Hold Your Hand
- 1978: Piranhas (Piranha)
- 1979: Rock ’n’ Roll Highschool
- 1979: 1941 – Wo bitte geht’s nach Hollywood (1941)
- 1980: Mit einem Bein im Kittchen (Used Cars)
- 1981: Herzquietschen (Heartbeeps)
- 1981: Das Tier (The Howling)
- 1983: Unheimliche Schattenlichter (Twilight Zone: The Movie)
- 1984: Terminator (The Terminator)
- 1984: Gremlins – Kleine Monster (Gremlins)
- 1984: Explorers – Ein phantastisches Abenteuer (Explorers)
- 1985: Die Zeit nach Mitternacht (After Hours)
- 1986: Shopping (Chopping Mall)
- 1986: Die Nacht der Creeps (Night of the Creeps)
- 1987: Amazonen auf dem Mond oder Warum die Amis den Kanal voll haben (Amazon Women on the Moon)
- 1987: Die Reise ins Ich (Innerspace)
- 1988: Elvira – Herrscherin der Dunkelheit (Elvira, Mistress of the Dark)
- 1989: Meine teuflischen Nachbarn (The Burbs)
- 1990: Gremlins 2 – Die Rückkehr der kleinen Monster (Gremlins 2 – The New Batch)
- 1992: Evil Toons – Flotte Teens im Geisterhaus (Evil Toons)
- 1992: Amityville – Face of Terror (Amityville 1992: It’s About Time)
- 1992: Fatale Begierde (Unlawful Entry)
- 1994: Pulp Fiction
- 1994: Glory Days (Shake, Rattle and Rock!)
- 1995: Ritter der Dämonen (Tales from the Crypt: Demon Knight)
- 1998: Small Soldiers
- 2003: Looney Tunes: Back in Action
- 2006: Trapped Ashes
- 2007: Trail of the Screaming Forehead
- 2009: The Hole – Wovor hast Du Angst? (The Hole)
- 2014: Weg mit der Ex (Burying The Ex)

Fernsehserien
- 1963: Bonanza (1. Episode)
- 1979: Barnaby Jones (1 Episode)
- 1981: Making a Monster Movie: Inside ‘The Howling’
- 1982: Die nackte Pistole (Episode: Im Zeichen des Bösen)
- 1984: V: The Final Battle
- 1988: Raumschiff Enterprise – Das nächste Jahrhundert (1. Staffel, Episode 12: Der große Abschied)
- 1993: Batman und das Phantom (Sprechrolle)
- 1994: Superman – Die Abenteuer von Lois & Clark (2. Staffel, Episode 5)
- 1995: Star Trek: Deep Space Nine (3. Staffel, Episode 11 und 12)
- 1999: Emergency Room – Die Notaufnahme (ER, 5. Staffel Episode 12)
- 1999: Clueless – Die Chaos-Clique (1. Episode)
- 1999: New York Life – Endlich im Leben! (Time of Your Life, 1. Episode)

Dokumentationen
- 1996: 100 Years of Horror (5 Folgen)
- 2001: It Conquered Hollywood! The Story of American International Pictures
- 2010: Machete Maidens Unleashed!
- 2011: Ufos, Sex und Monster – Das wilde Kino des Roger Corman
- 2014: That Guy Dick Miller